# 智辯学園奈良カレッジ小学部・中学部・高等部
智辯学園奈良カレッジ（ちべんがくえんならカレッジ）は、奈良県香芝市田尻に所在し、小中高一貫教育を行う私立小学校・中学校・高等学校。
宗教法人辯天宗が設立・運営する3番目の学校であり、智辯学園中学校・高等学校（本校・奈良県五條市）、智辯学園和歌山小学校・中学校・高等学校（和歌山県和歌山市）とは建学の精神、教育システムを同じくしている。

## 概要
医学部など難関大学に進学できる学力をつける小中高一貫教育の私立学校として2004年（平成16年）設立。学校法人智辯学園が設立・運営する3番目の学校である。小学部からの小中高一貫教育のほかに、中学部から中高一貫教育、高等部からの編入コースがある。
学校法人智辯学園が運営する他校と同じく60分授業。文系・理系ともに能力別クラス編成を実施している。智辯学園中学校・高等学校および智辯学園和歌山小学校・中学校・高等学校とは兄弟校である。二つの兄弟校が名を高めるきっかけになった硬式野球部は存在しない。

## 沿革
- 2004年（平成16年）- 開校
- 2005年（平成17年）- 第一体育館完成
- 2007年（平成19年）- 中学部第1期生が高等部へ進学
- 2010年（平成22年）- 第二体育館完成
- 2014年（平成26年）- 講堂完成
- 2016年（平成28年）- 小学部一期生が高等部を卒業
- 2017年（平成29年）- 智辯学園高校スポーツコース・陸上競技部が当校の高等部に移転

## 教育方針
1. 心身ともに健康で、使命感を持つ誠実・明朗な人間の育成。
礼儀正しく、勇気を持って善を行い得る人間。
2. 不屈の精神をもって使命のために努力し、充実した生活のできる人間の育成。
積極的に、学習にはげみ、仕事に打ち込む人間。
3. 自己を確立しつつ、社会性豊かな人間の育成。
自由を愛しつつ、常に責任を重んじ、合理性を追求し、人間性を失わず友情に厚い人間。
4. この世に生をうけた幸福を知る人間の育成。
神を知り、両親の愛情や隣人の善意に感謝し、奉仕の喜びを知る人間。

## 学校生活

### 課業
- 開校日は、月曜日～土曜日（但し第2土曜日は休校）。
- 授業時間は、1コマあたり小学部40分、中学部・高等部60分（2016年度までは70分）。
- 授業数は小1～小4は、平日5コマ、土曜日は4コマ。小5～高3は、平日6コマ、土曜日は4コマ。
- 始業は8時40分で、5分前には着席していなければならない。
- 最終下校時間は、部活動のない日（火・木・金）は17時30分、部活動のある日（月・水・土）は中学部18時、高等部18時30分（ただし土曜日は17時）。

### 御真言・御宝号
毎朝8時50分に校内随所で、弁財天の御真言である｢おん そらそばていえい そわか｣と、辯天宗の御宝号である｢なむちべんそんにょ｣が放送され、生徒・職員は立ち止まって合掌し、唱和する。

### 生徒会
小学部は、小5・6の各4クラスで決議して選ばれた代表委員で、児童会を構成する。また、中学部・高等部では、中1～高2の各クラスで決議して選ばれた学校委員で、生徒会を構成する。
児童会・生徒会は、登校中の生徒に対して挨拶をする｢挨拶運動｣や、年1回の文化発表会の運営に携わるなど、積極的に活動をしている。

### その他
中学部・高等部では各定期考査の最終日に「清掃奉仕」として、通学に利用している近鉄関屋駅・上ノ太子駅・高井田駅を清掃している（希望制）。

## クラス編成
2019年度
- 中1～中3はA、B、Cの3クラス編成。A組には成績優秀者が所属する。
- 高1はA、B、C、Dの4クラス編成。A組には成績優秀者、D組には高等部編入者が所属する。
- 高2はA、B、C、Dの4クラス編成。A・B組には理系志望者、C組には文系志望者が所属し、A組には成績上位層が集められる。D組には陸上部員を中心とする高等部編入者が所属する。
- 高3はA、B、C、D、Eの5クラス編成。A・B組には理系志望者、C・D組には文系志望者が所属し、C組には国公立文系志望者、D組には私立文系志望者、また、E組には陸上競技部を中心とする高校編入者が所属する。
- 2018年度より、所属クラスとは別に、科目ごとの習熟度別クラス分けが一部の学年に導入された。
- D組を医学部進学希望者クラスとする試みは、2016年度に廃止された。

## 年間行事

### 小学部
- 4月 - 球技大会（小5・小6）
- 5月 - 高野山修行体験、春の遠足
- 6月 - 水泳教室、田植え（小4）
- 7月 - 七夕祭、林間臨海学校（小1・小2：曽爾村、小3・小4：年により変動、小5・小6：宮津市）
- 8月 - 夏休み特別講座
- 9月 - レッドランズカレッジ交流会
- 10月 - 運動会、秋の遠足
- 11月 - 収穫祭
- 12月 - マラソン大会、きらめき講座
- 2月 - ウォーキング（小6）、文化祭、オーストラリア修学旅行（小6）
- 3月 - 小学校修了式
  - オーストラリア修学旅行では、姉妹校のレッドランズカレッジ（クイーンズランド州ブリスベン）にも訪れる。
  - 終業式と当日に修了式が行われる。

### 中学部・高等部
- 4月 - オリエンテーション合宿（中1）、歌舞伎鑑賞教室（中1）、錬成会（高1）、韓国研修旅行（高2希望者）
- 5月 - 球技大会、1学期中間考査、進学講座「卒業生と話そう」（高3）
- 6月 - 文楽鑑賞教室（中2）、能楽鑑賞教室（中3）、1学期期末考査
- 7月 - 林間学校（中1・中2：曽爾村、中3：淡路市）
- 8月 - 東大見学（中3希望者）、イギリス短期留学（高1希望者）
- 9月 - 文化発表会、陸上競技大会
  - 陸上競技大会とは、運動会のようなものである。2013年度には予行演習で生徒が続々倒れ、21名が病院へ運ばれるという出来事があり[1]、テレビで報道された。また、大会当日は日照が強かったため、後半（午後）のプログラムが延期となった。
  - 1期生〜3期生の陸上競技大会・文化祭は小・中の合同で行われた。
- 10月 - 2学期中間考査、社会見学（中1：大阪市立自然史博物館、中2：国立民族学博物館、中3：大塚国際美術館、高1：京都散策）高2修学旅行北海道
- 11月 - 土曜講座（考古学講座・知的財産講座など）、 校内合唱コンクール（中学）、ウィーン・フィルハーモニー管弦楽団演奏会
  - 校内合唱コンクールでは各学年ごとに優勝した1クラスが文化発表会で歌うことになる。
- 12月 - 2学期期末考査、教育講演会
- 1月 - 高等部卒業式、中学卒業証書授与式
- 2月 - ウォーキング、学年末考査
- 3月 - 高野山合宿（中1）、勉強合宿（中2）、アメリカ（高1希望者）
  - 中学生の修学旅行はない。

- 毎月1度、感謝祭と呼ばれる集いが講堂にて行われる。
- 上記の他、学校行事の式典や、大学教授などを校外から招聘した講演会などが不定期に行われる。

## 部活動
- 体育部 - 軟式野球部、ソフトテニス部、サッカー部、バスケットボール部、剣道部、陸上部、卓球部
- 文化部 - 演劇部、ブラスバンド部、美術部、放送部、理科部、ESS(英会話)部、音楽部、古典芸能部、文芸部、囲碁・将棋部、社会研究部、ロボットPC研究部、クイズ研究部。
- 同好会 - ダンス同好会。
- 中1～高2の全生徒が所属可能で、高2の秋頃に引退。
- 活動日は月曜日・水曜日・土曜日のみ。
- 新設する場合はまず「同好会」として仮設され、1年間継続したことを前提とし、翌年の会議で承認されれば「部」に昇格する。
- 定期考査1週間前には全部活動が休止となる。
- 定期考査最終日は、曜日を問わず活動する。

2017年度に、全国高等学校駅伝競走大会の常連出場校であった智辯学園高校（五條市）の陸上競技部が、奈良カレッジ・高等部へ移動。同年12月24日開催の全国高校駅伝大会へ、男女アベックで共に初出場を果たした（男子第68回、総合27位・2時間8分59秒。女子第29回、総合42位・1時間14分55秒）。また、2018年もアベック出場し、（男子第69回、総合33位・2時間10分11秒。女子第30回記念大会、総合第49位・1時間14分06秒）

## 交通アクセス
- 近鉄大阪線関屋駅よりスクールバスで約5分。
- 近鉄南大阪線上ノ太子駅、JR高井田駅よりスクールバスで約15分。